# Louis de Marillac
Jean-Louis de Marillac, conde de Beaumont-le-Roger (1572 – 10 de mayo de 1632) fue un importante noble y militar francés durante el reinado de Luis XIII. Ocupó el cargo de Mariscal de Francia, así como teniente general de los Tres Obispados y gobernador de Metz.

## Biografía
Louis de Marillac perteneció a una familia de la antigua nobleza. Guillaume de Marillac, el padre de Louis, era valet de cámara de Enrique II, quien lo nombró Superintendente de Finanzas de París, luego Superintendente des comptes y finalmente Controlador general de las Finanzas. La madre de Louis era Geneviève de Boislevêque, casada en primeras nupcias con un Maître des requêtes y viuda. También Guillaume casó en segundas nupcias. De su primer matrimonio tuvo un hijo, medio hermano de Louis, Michel de Marillac, quien luego se convirtió en Superintendente de Finanzas y Guardián de los Sellos.

### Carrera
Sus primeras asignaciones bajo Enrique IV fueron destacadas. En Amiens, comandó una compañía de 100 Chevau-léger. Debido a su espléndido servicio, el rey lo nombró Caballero de Cámara. Después de la muerte de Enrique IV, en 1610, Louis siguió siendo una persona prominente en la corte. De 1611 a 1616 fue embajador en varios países y negoció el Tratado de Loudun. En 1617, Luis XIII lo nombró Comisario General de los Campos y Ejércitos. En 1621, en el Asedio de Montauban fue nombrado Mariscal de campo. Durante la guerra contra los hugonotes, Marillac fue un actor importante. Participó en todas las acciones contra los hugonotes en Languedoc hasta el Paz de Montpellier. 
Tras la reconciliación de Luis XIII con la reina madre en 1620, Louis de Marillac ocupó muchos puestos altos y honorables, incluido el de capitán de la guardia de la Reina y teniente general de los Tres Obispados. Esto se debió a que Luis de Marillac estaba a favor de María de Médici y Luis XIII buscando una forma inofensiva de complacerla. Como Luis de Marillac era una de las personas que también le gustaban a Luis XIII, lo hizo en lugar de a otros favoritos de María de Médici. Debido a su posición devota y su apoyo a María de Médici y especialmente Gastón, duque de Orleans después de la Día de los Incautos, el rey arrestó a Marillac mientras estaba en Saboya como comandante militar en el Guerra de Sucesión de Mantua.
A pesar de las fuertes protestas y disturbios por su condena, fue decapitado el 10 de mayo de 1632 en la place de Grève de París.  Tras la muerte de Luis XIII, el Parlamento de París rehabilitó su figura.

## En la cultura popular
Louis de Marillac fue tío de santa Luisa de Marillac, un santo importante de la Francia del siglo XVII. Sin embargo, su hermano mayor Louis solo afirmó ser su hermano y es más probable que uno de sus hermanos más jóvenes y experimentados fuera su padre. Entonces, posiblemente el Louis más joven era su padre.